# أنيسيا كيرديابكينا
أنيسيا بياسيروفنا كيرديابكينا (بالروسية: Анися Бясыровна Кирдяпкина) هي عدائة مشي طويل روسية ولدت في يوم 23 أكتوبر 1989، أفضل إنجازاتها هو تحقيقها الميدالية الفضية في بطولة العالم لألعاب القوى 2013 في موسكو فيما حققت الميدالية البرونزية في بطولة العالم لألعاب القوى 2011 في دايغو في كوريا الجنوبية، أنيسيا هي زوجة عداء المشي سيرجي كيرديابكين.

## روابط خارجية
- أنيسيا كيرديابكينا على موقع الاتحاد الدولي لألعاب القوى (الإنجليزية)
- أنيسيا كيرديابكينا على موقع اللجنة الأولمبية الدولية (الإنجليزية)
- أنيسيا كيرديابكينا على موقع أوليمبيديا (الإنجليزية)